# Plik binarny

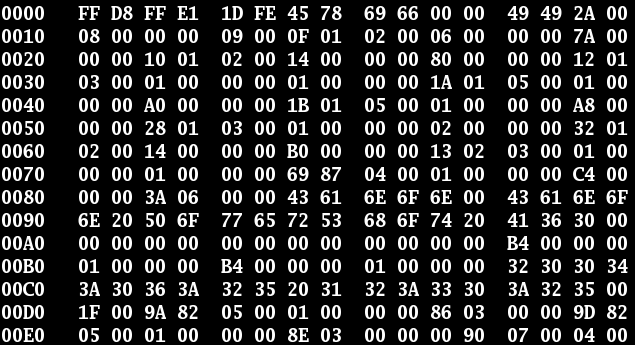
Podgląd pliku binarnego w edytorze heksadecymalnym

Plik binarny – plik o dowolnej zawartości, oznacza wszystkie pliki poza plikami tekstowymi zawierającymi tekst zapisany w ustalonym sposobie kodowania znaków drukarskich, wraz z kodami sterującymi, w tym także kod znaku końca pliku. 
Niemal wszystkie języki wysokiego poziomu mają oddzielne mechanizmy do obsługi plików tekstowych i binarnych. 
Systemy operacyjne, podczas operacji na plikach, nie rozróżniają plików tekstowych i binarnych np. Unix. W DOS i Windows, wykonując niektóre operacje na plikach np. kopiowanie lub łączenie plików (copy, xcopy), porównywanie plików (fc) inaczej traktuje pliki tekstowe i binarne. DOS domyślnie traktuje plik jako plik tekstowy, a po napotkaniu w nim znaku końca pliku, uznaje że to jest koniec pliku, nie wysyła pozostałej części do drukarki. W niektórych poleceniach DOS, dokonujących operacji na zawartości pliku, istnieje możliwość deklarowania, że dany plik jest plikiem binarnym (/b). W przypadku braku określenia typu pliku system Windows próbuje rozpoznać, czy wybrany plik jest plikiem tekstowym.

## Struktura
Pliki binarne tworzone przez programy mogą mieć wewnętrzną strukturę, której naruszenie sprawia, że plik stanie się niepoprawny dla programów je obsługujących.

## Rozszerzenia
Typowe rozszerzenia nazwy plików binarnych:
- obrazy:  jpg, png, gif, bmp, tiff, psd
- wideo: mp4, mkv, avi, mov, mpg, vob
- audio: mp3, aac, wav, flac, ogg, mka, wma
- dokumenty: pdf, doc, xls, ppt, docx, odt, xlsx
- archiwa (pliki skompresowane): zip, rar, 7z, tar, iso
- bazy danych: mdb, accde, frm, sqlite
- wykonywalne: exe, dll, so, class